# Elecciones generales de Belice de 1998
Las elecciones generales se llevaron a cabo en Belice el 27 de agosto de 1998. El resultado fue una abrumadora victoria para el Partido Unido del Pueblo, que obtuvo una mayoría absoluta aplastante con 26 de los 29 escaños de la Asamblea Nacional de Belice. Said Musa fue elegido Primer ministro. La participación fue del 90.1%, la más alta desde la independencia.

## Resultados
| Partido                                     | Votos  | %     | Escaños | +/-   |
| ------------------------------------------- | ------ | ----- | ------- | ----- |
| Partido Unido del Pueblo                    | 50,330 | 59.40 | 26      | +13   |
| Partido Demócrata Unido                     | 33,237 | 37.20 | 3       | -12   |
| Partido Democrático del Pueblo              | 225    | 1.27  | 0       | Nuevo |
| Alianza Nacional por los Derechos Beliceños | 174    | 1.21  | 0       | -1    |
| Partido Nacional de la Verdadera Creación   | 7      | 0.0   | 0       | Nuevo |
| Independientes                              | 372    | 0.44  | 0       | 0     |
| Votos en blanco/inválidos                   | 531    | -     | -       | -     |
| Total                                       | 84,876 | 100   | 29      | 0     |
| Fuente: Nohlen                              |        |       |         |       |